# شهرستان سوخا
شهرستان سوخا (به لهستانی: Powiat Sucha) یک شهرستان در لهستان است که در استان لهستان کوچک‌تر واقع شده‌است. شهرستان سوخا ۶۸۵٫۷۵ کیلومتر مربع مساحت و ۸۲٬۰۴۵ نفر جمعیت دارد.